# جيم غيرالد
جيم غيرالد (بالفرنسية: Jim Gérald)‏ هو ممثل فرنسي، ولد في 4 يوليو 1889 في الدائرة الأولى في باريس في فرنسا، وتوفي في 2 يوليو 1958 في باريس في فرنسا.

## أعمال

### أفلام
- (1933) شهادة الدكتور مابوس
- (1952) مولان روج

## وصلات خارجية
- جيم غيرالد على موقع IMDb (الإنجليزية)
- جيم غيرالد على موقع ألو سيني (الفرنسية)
- جيم غيرالد على موقع أول موفي (الإنجليزية)
- جيم غيرالد على موقع قاعدة بيانات الأفلام السويدية (السويدية)
- جيم غيرالد على موقع قاعدة بيانات الفيلم (الإنجليزية)
- جيم غيرالد على موقع كينوبويسك (الروسية)